# Jacques Fihey
Jacques Louis Marie Joseph Fihey (* 1. Oktober 1931 in Narbonne, Frankreich; † 12. März 2017) war ein französischer Geistlicher und römisch-katholischer Bischof von Coutances.

## Leben
Jacques Fihey empfing am 29. Juni 1955 die Priesterweihe für das Bistum Nantes.
Papst Paul VI. ernannte ihn am 31. Mai 1977 zum Weihbischof in Marseille und Titularbischof von Remesiana. Der Bischof von Nevers, Michel-Louis Vial, spendete ihm am 10. Juli desselben Jahres die Bischofsweihe; Mitkonsekratoren waren Roger Etchegaray, Erzbischof von Marseille, und Joseph-Marie-Henri Rabine, Bischof von Cahors.
Papst Johannes Paul II. ernannte ihn am 12. Februar 1983 zum Militärvikar von Frankreich. Mit der Erhebung des Militärvikariates zum Militärordinariat wurde er am 21. Juli 1986 zum Militärbischof ernannt. Am 22. April 1989 wurde er zum Bischof von Coutances ernannt. Am 2. Oktober 2006 nahm Papst Benedikt XVI. seinen altersbedingten Rücktritt an.